# Лактионов, Александр Николаевич
Алекса́ндр Никола́евич Лактио́нов (29 августа 1946, Чугуев — 3 августа 2008, Харьков) — украинский психолог.
Ученик Г. К. Середы, педагог и научный деятель, профессор, доктор психологических наук, разработавший общую психологическую теорию опыта человека.

## Биография
Лактионов Александр Николаевич родился 29 августа 1946 года в г. Чугуев (Харьковская область).
В 1970 году окончил радиофизический факультет, по специальности биофизик ХГУ имени Горького (теперь — им. В. Каразина), с 1978 года вел преподавательскую работу, занимая должности преподавателя, старшего преподавателя, доцента, профессора на отделении психологии биологического факультета ХГУ, а потом — на факультете психологии. В 1992 году был избран заведующим кафедрой прикладной психологии, с 2000 года — декан факультета психологии Харьковского национального университета. В этом же году защитил докторскую диссертацию «Структурно-динамическая организация индивидуального опыта».
Умер в Харькове 3 августа 2008 года.

## Научная деятельность
Александр Лактионов вел большую научно-организационную работу как глава специализированного совета по защите докторских диссертаций, член специализированных советов по психологии и политологии, член редколлегий четырёх профессиональных изданий, вице-президент Ассоциации политических психологов Украины. Лактионов разработал концепцию и технологии формирования политического имиджа и многое другое. Автор свыше 100 научных публикаций, в том числе 10 учебных пособий и монографии. Вел преподавательскую деятельность на факультете психологии ХНУ им. Каразина, преподаваемыми дисциплинами были: «Психодиагностика», «Психология политического менеджмента», «Общая психология».

## Основные публикации
Наиболее значимый труд: монография «Координаты индивидуального опыта». — Харьков: Бизнес Информ, 1998. — 492 с, которая была отмечена Благодарностью Президента Украины, почетными грамотами и знаками Министерства образования и науки Украины. В данной работе Лактионов определил механизм трансформации опыта личности в современном украинском обществе и выделил методы его диагностики.
Лактионов А. Н. Память как атрибут индивидуальности // Вестн. Харьк. ун-та. 1989. № 337. А. Н. Лактионов «О межперсональном пространстве социального опыта». Вестн. Харьк. ун-та. 1999 г.

## Признание
Работа Александра Лактионова отмечена Благодарностью Президента Украины, почётными грамотами и знаками Министерства образования и науки Украины.